# کورادو کانتین
کورادو کانتین (انگلیسی: Corrado Contin؛ ۷ ژانویه ۱۹۲۲ – ۱۶ نوامبر ۲۰۰۱ (aged 79)) بازیکن فوتبال اهل ایتالیا بود.
از باشگاه‌هایی که در آن بازی کرده‌است می‌توان به باشگاه فوتبال آ.اس. رم و باشگاه ورزشی لاتزیو اشاره کرد.